# August Leu (Maler, 1818)

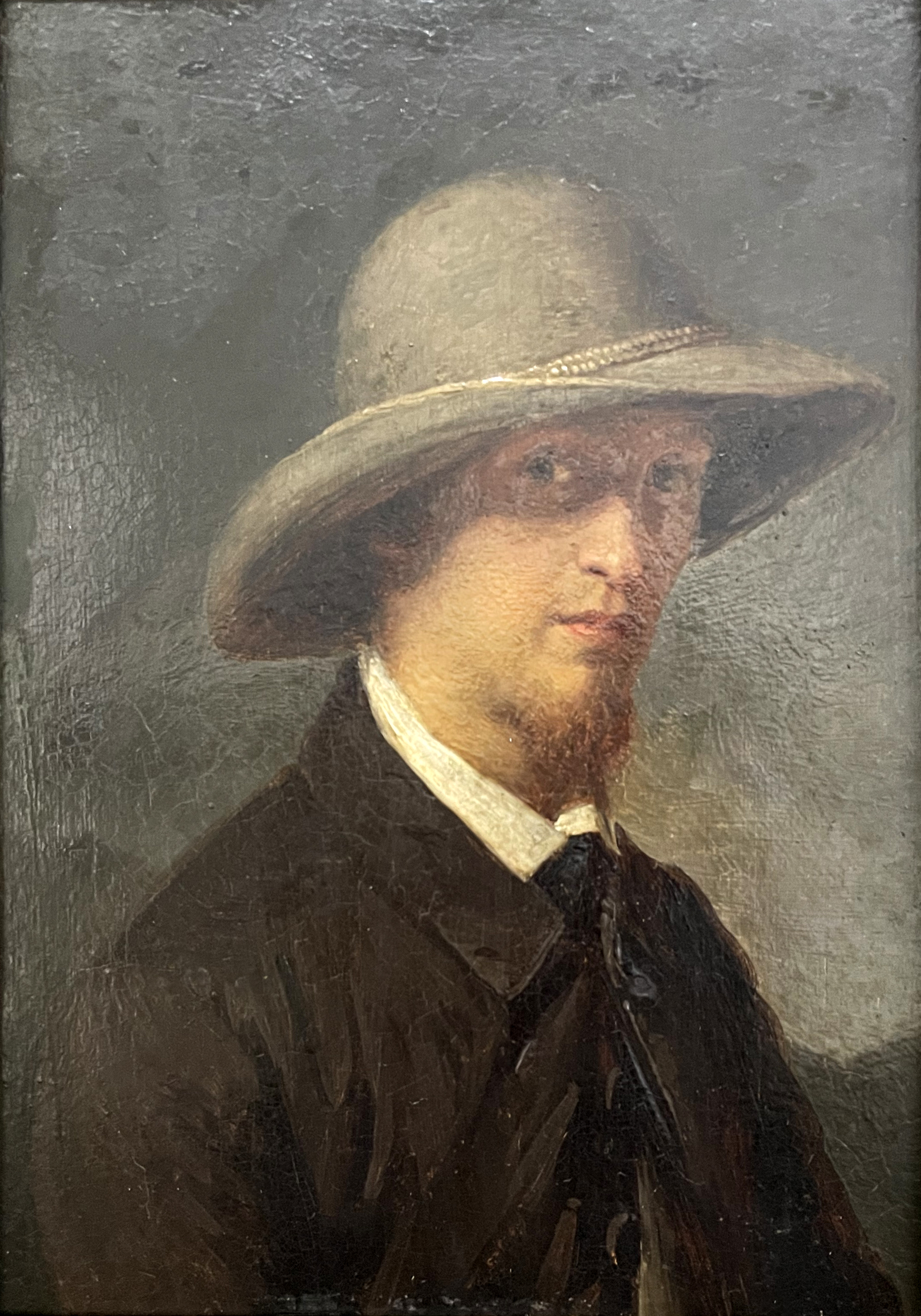
August Leu, Gemälde von Friedrich Boser, um 1840/1850

August Wilhelm Leu, auch August Leu der Ältere (* 24. März 1818 in Münster; † 20. Juli 1897 in Seelisberg, Kanton Uri), war ein deutscher Landschaftsmaler der Düsseldorfer Schule.

## Leben
Leu widmete sich von 1840 bis 1845 in Düsseldorf, vornehmlich unter Johann Wilhelm Schirmer an der Kunstakademie Düsseldorf, der Landschaftsmalerei und bereiste 1843 und 1847 – zusammen mit Georg Saal und August Becker – Norwegen, später die Schweiz, Tirol, Oberbayern, Steiermark und Italien. Kurze Zeit wohnte er in Brüssel, kehrte aber nach Düsseldorf zurück. Ende der 1850er Jahre war Leu Eigentümer des Hauses Nr. 28 in der Jägerhofstraße. Bezog Anfang der 1870er Jahre das Haus Nr. 16 in der Goltsteinstraße bis er 1882 nach Berlin ging.

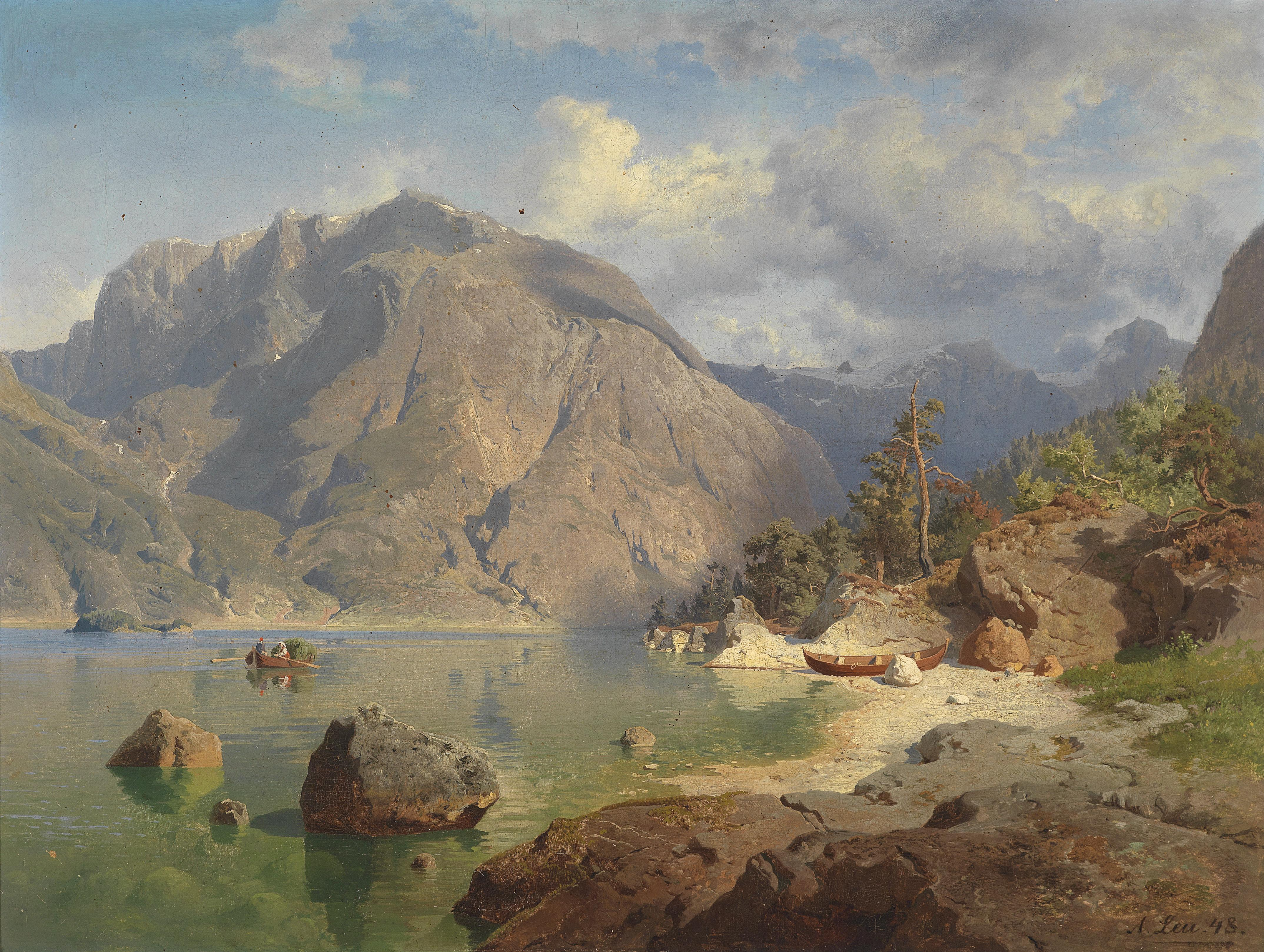
Gebirgssee, 1848

Seine Landschaften zeichnen sich durch eine großartige, romantische Auffassung der Alpennatur, meisterhaften Vortrag, leuchtende Farbe und wohlberechnete Lichtwirkung aus. Auf einen besonders detailreiche Ausgestaltung des Vordergrundes legte Leu großen Wert. Vorbildhaft waren für die Landschaftsdarstellungen von Leu vor allem Andreas Achenbach und Hans Gude. Von seinen zahlreichen Bildern, die er meist in größerem Maßstab ausführte, sind hervorzuheben:
- Norwegischer Wasserfall mit Tannenwald (1848, Museum in Oslo)
- Sognefjord bei Mittagsstimmung (Museum in Bremen)
- Partie bei Berchtesgaden (Museum in Stuttgart)
- Norwegische Hochebene (Museum in Königsberg)
- Wasserfall (Museum in Wien)
- Der Watzmann
- Der Dachstein
- Der Obersee
- Sonnenuntergang an der Küste von Sorrento
- Oeschinensee bei Kandersteg im Kanton Bern (1876, Nationalgalerie zu Berlin)
- Lago Maggiore (1879)
- Das Schloss der Königin Johanna zu Neapel (1886)
- Norwegische Landschaft mit Wasserfall (1849)
- Norwegische Fjordlandschaft (1852)
- Norwegische Fjordlandschaft (1862)
- Norwegischer Fjord (1894, LWL-Museum für Kunst und Kultur Münster)

Leu wurde mit dem Titel Königlicher Professor geehrt. Eine Berliner Kunstausstellung verlieh ihm eine große goldene Medaille. Auf der Weltausstellung Paris 1855 erhielt er für ein Landschaftsgemälde eine ehrenvolle Erwähnung.
Die Gemälde von August Leu fanden bereits bei den Zeitgenossen großen Zuspruch, denn das Werk von August Leu zeichnet sich durch eine „wohlstudirte Zeichnung des Details und trefflicher Anordnung und Modellirung der verschiedenen Gründe und einer durch kräftige Farbe und gewandte Technik“ aus, welche die „phantastische Gesamtwirkung“ unterstützen. „Eine Art Ossianischer Poesie weht über seine Hochebenen dahin, und die oft nur durch Rennthiere belebte großartige Einöde spricht unsern Geist wundersam poetisch an.“
Auch Leus Söhne, August Leu der Jüngere, Otto Leu und Oscar Leu, wurden Landschaftsmaler.